# Betorz
Betorz es una localidad perteneciente al municipio de Bárcabo, en la provincia de Huesca, comunidad autónoma de Aragón, España. 

## Ubicación
Se encuentra a la falda meridional de la Sierra del Pico de Asba, en la cuenca derecha del río Vero.

## Toponimia
El origen del término proviene del íbero y siendo una evolución del término "etorza" cuyo significado es "inclinación natural del terreno" junto con el prefijo "be", que viene a significar "debajo de", por lo que el significado del nombre de la población es "debajo de la inclinación natural del terreno".

## Historia
La primera mención que se tiene es cuando el abad de Fanlo retuvo la décima de la población por un cambio que realizó con Santa María de Alquézar.
La siguiente noticia es en el 1399, cuando Martín I le dio salvaguarda a la población, que en aquel entonces era de la Encomienda de San Juan, aunque previamente se sabe que en el 1279 era del arcedianato de Sobrarbe, en el 1566 aparece como parte de la Orden del Hospital de Barbastro. Desde el 1707 se encontraba unido al municipio de Santa María de la Nuez.

## Demografía
Aparece en el 1074  acumulando 12 fuegos, en torno a unos 60 habitantes en 1495, manteniendo ese número hasta el 1609, teniendo 40 en 1646. 
Ya en época moderna en el Nomenclátor del 1857 contaba con 115 habitantes para en el 1970 contar con 47 1994 contaba con 6 habitantes mientras que en el 2018 contaba con 15.

## Patrimonio

### Iglesia deSantas Nunilo y Alodia
Se trata de un templo ubicado en medio del pueblo y exento realizado en el siglo XVII, aunque en el siglo XVIII tuvo una serie de reformas, como el pórtico que tiene una inscripción del 1781, en donde también destaca un crismón de seis brazos y travesaño central cubierto de yeso.
Consta de una sola nave con crucero, cabecera recta y orientada al este y una capilla a cada lado del segundo tramo con el baptisterio en el primero del lado de la Epístola. La sacristía y la torre completan el conjunto, estando en la torre situadas dos campanas dedicadas a Santa Águeda, del año 1650, y a Santa Bárbara, del 1887.

### Almazara
Ubicado en la parte alta del pueblo, la construcción en sí es común, de mampostería, losa y parcialmente retejado pero mantiene toda la maquinaria original y los elementos constructivos del interior como la chimenea para calentar el agua o los cuatro depósitos rectangulares separados para la colocación del producto.
Fue construida en la última década del siglo XIX, por la incomodidad del traslado de las olivas para su molienda a Suelves, manteniéndose en uso hasta la década de los 60 cuando fue abandonada, posteriormente fue restaurada en el 2010 y cedida por las familias propietarias para el uso comunitario. 